# Němčice (ort i Tjeckien, Pardubice, lat 50,09, long 15,81)
Němčice är en ort i Tjeckien.   Den ligger i regionen Pardubice, i den centrala delen av landet, 100 km öster om huvudstaden Prag. Němčice ligger 228 meter över havet och antalet invånare är 150.
Terrängen runt Němčice är platt.Runt Němčice är det ganska tätbefolkat, med 172 invånare per kvadratkilometer. Närmaste större samhälle är Hradec Králové, 13,1 km norr om Němčice. Trakten runt Němčice består till största delen av jordbruksmark.